# 蟹粉狮子头

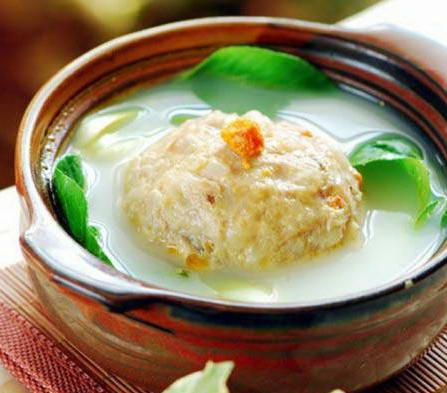
蟹粉獅子頭

蟹粉狮子头是中国江苏省揚州、镇江等地淮揚菜系中的一道传统名菜，与普通獅子頭相比，除了用肥、瘦猪肉加上配料斬成肉泥之外，还要放入河蟹肉，做成拳頭大小的肉丸，然后顶端放河蟹黄。普通獅子頭可以清炖也可以紅燒，但是蟹粉狮子头则只宜清炖。

## 特色
蟹粉狮子头口感软、嫩、鲜、香，被列为中國國宴菜的代表菜品之一。

## 參看
- 肉丸
- 狮子头